# استوديو مانسوداي للفنون
استوديو مانسوداي للفنون هو استوديو للفنون في منطقة بيونغ تشون ، بيونغيانغ، كوريا الشمالية. تأسست عام 1959 ،وهي واحدة من أكبر مراكز الإنتاج الفني في العالم ، وتبلغ مساحتها أكثر من 120 ألف متر مربع. يعمل في الاستوديو حوالي 4000 شخص ، 1000 منهم فنان تم اختيارهم من أفضل الأكاديميات في كوريا الشمالية.